# 中华文武国
中华文武国，简称文武国，是指1982年至1983年期间在广西北流县（今北流市），由何文源为首成立的一个秘密结社政权。

## 概述
何文源，平政公社六沙大队人，从1979年开始，利用封建迷信活动在两广一带散布“现在天下大乱，要为民解灾除难”的谣言，宣称要打出“三界高天朝”，建立“中华文武国”，成立“世界革命军”。并蛊惑群众宣称北流南部与广东交界的天马山是出帝皇风水的。他就是上天定了做“皇帝”的，还宣称自己是刘伯温指定的“真主”、“神仙”，是皇帝之后的第四代皇帝，自己还有特殊功能之类的言论。遂使很多经济文化十分落后的农村群众被何文源所骗，在北流与广东交界处的山头和公路两边还插上很多旗帜。
后来何文源来到塘岸乡竹榄塘村，在一个山洞内面进行挖掘，建造皇宫。皇宫分为中殿、后宫、东宫、西宫等几间场所，每间大概占地几平方米，仅能放一床大小。还按照民间的戏服制作了一套龙袍，刻制了玉印，自制了一把十几斤重的大刀，作为指挥刀，自定1982年8月2日为“中华文武国”建国建军节。并封何新源、梁双德等人为相国、军师等职。何文源还在群众中宣称，他要封东宫、西宫两皇后，使得部分受骗群众将自己女儿献给何文源糟蹋。何文源还向被他迷惑的群众宣称，真命天子从来做事都是光明正大的，没什么不能见人的事，并且在众目睽睽的情况下与女人暧昧，说是这才是光明正大。何文源还找了台收音机，躲在山洞的行宫里收听敌台，还在群众中散布“美国和台湾方面都十分支持他的“中华文武国”、“美国和台湾方面还将要派直升飞机来接他去美国和台湾”等谣言。
1983年9月，在北流县当地公安机关的严密侦察下，一举侦破了以何文源为首的“中华文武国”反革命集团案，并逮捕了何文源、何新源和梁双德等11名案犯。在侦破捣毁中华文武国后，北流县得到了上级的表扬，还在全县开展了打击违法犯罪的宣传教育活动，将案件中的缴获的物品在活动中进行展览。何文源于1985年6月9日被枪决。何新源被判死缓、梁双德被判无期徒刑。